# Emmanuelle Auriol
Emmanuelle Auriol (* 5. Dezember 1966 in Toulouse) ist eine französische Wirtschaftswissenschaftlerin.

## Leben
Emmanuelle Auriol hat Wirtschaftswissenschaften an der Universität Toulouse I studiert und 1992 dort promoviert.
Als Professorin für Wirtschaftswissenschaften an der Universität Aix-Marseille (1996–1997) und anschließend an der Universität Toulouse I (seit 1998) hat sie sich vor allem dem Studium der Regulierung und der Organisationstheorie, insbesondere der industriellen Organisation und der Entwicklungsökonomie, gewidmet.
Angesichts der Probleme, die durch die illegale Einwanderung entstehen, schlägt sie 2015 in der Zeitung Libération vor, „die wirtschaftliche Einwanderung zu legalisieren, indem man den Leuten, die bei uns arbeiten wollen, Visa verkauft“.
Bei den Präsidentschaftswahlen 2017 unterstützte sie Emmanuel Macron.
Emmanuelle Auriol ist Forscherin beim Institut d'économie industrielle (IDEI) und Mitglied der Toulouse School of Economics (TSE). Sie ist Mitglied des Cercle des économistes (Kreis der Wirtschaftswissenschaftler). Sie schreibt regelmäßig Beiträge für die Zeitung Le Monde und verschiedene Titel der Wirtschaftspresse.

## Preise und Auszeichnungen
- 1993: Besondere Erwähnung beim Dissertationspreis der Association Française de Science Economique (AFSE)
- 2002: Nominiert für den Prix du meilleur jeune économiste de France der Zeitung Le Monde[10]
- 2003: Bronzemedaille des Centre national de la recherche scientifique (CNRS)[11]
- 2003: Junior-Mitglied des Institut universitaire de France
- 2010–2014: Mitglied des Rates der Europäischen Ökonomische Vereinigung[12]
- 2016: Senior-Mitglied des Institut universitaire de France[13]

## Veröffentlichungen (Auswahl)
- Pour en finir avec les mafias – sexe, drogue et clandestins – et si on légalisait?, Armand Colin, 2016, ISBN 978-2200613297